# Formula
Formula is in 1997 door DJ Visage uitgebracht. Het nummer is geïnspireerd op Michael Schumacher en sloeg vooral in West-Europa aan eind jaren 90. De nummers die vervolgens werden uitgebracht, Geil! en The Return, waren veel minder populair. Het nummer werd gemixt en er werden verschillende edities van gemaakt.
| Formula in de Ultratop 50 - binnen 14 februari 1998 | Formula in de Ultratop 50 - binnen 14 februari 1998 | Formula in de Ultratop 50 - binnen 14 februari 1998 | Formula in de Ultratop 50 - binnen 14 februari 1998 | Formula in de Ultratop 50 - binnen 14 februari 1998 | Formula in de Ultratop 50 - binnen 14 februari 1998 | Formula in de Ultratop 50 - binnen 14 februari 1998 | Formula in de Ultratop 50 - binnen 14 februari 1998 | Formula in de Ultratop 50 - binnen 14 februari 1998 | Formula in de Ultratop 50 - binnen 14 februari 1998 | Formula in de Ultratop 50 - binnen 14 februari 1998 | Formula in de Ultratop 50 - binnen 14 februari 1998 | Formula in de Ultratop 50 - binnen 14 februari 1998 | Formula in de Ultratop 50 - binnen 14 februari 1998 | Formula in de Ultratop 50 - binnen 14 februari 1998 | Formula in de Ultratop 50 - binnen 14 februari 1998 | Formula in de Ultratop 50 - binnen 14 februari 1998 | Formula in de Ultratop 50 - binnen 14 februari 1998 | Formula in de Ultratop 50 - binnen 14 februari 1998 | Formula in de Ultratop 50 - binnen 14 februari 1998 | Formula in de Ultratop 50 - binnen 14 februari 1998 | Formula in de Ultratop 50 - binnen 14 februari 1998 | Formula in de Ultratop 50 - binnen 14 februari 1998 | Formula in de Ultratop 50 - binnen 14 februari 1998 | Formula in de Ultratop 50 - binnen 14 februari 1998 |
| Week                                                | 01                                                  | 02                                                  | 03                                                  | 04                                                  | 05                                                  | 06                                                  | 07                                                  | 08                                                  | 09                                                  | 10                                                  | 11                                                  | 12                                                  | 13                                                  | 14                                                  | 15                                                  | 16                                                  | 17                                                  | 18                                                  | 19                                                  | 20                                                  | 21                                                  | 22                                                  | 23                                                  | 24                                                  |
| --------------------------------------------------- | --------------------------------------------------- | --------------------------------------------------- | --------------------------------------------------- | --------------------------------------------------- | --------------------------------------------------- | --------------------------------------------------- | --------------------------------------------------- | --------------------------------------------------- | --------------------------------------------------- | --------------------------------------------------- | --------------------------------------------------- | --------------------------------------------------- | --------------------------------------------------- | --------------------------------------------------- | --------------------------------------------------- | --------------------------------------------------- | --------------------------------------------------- | --------------------------------------------------- | --------------------------------------------------- | --------------------------------------------------- | --------------------------------------------------- | --------------------------------------------------- | --------------------------------------------------- | --------------------------------------------------- |
| Nummer                                              | 32                                                  | 16                                                  | 6                                                   | 5                                                   | 2                                                   | 1                                                   | 1                                                   | 1                                                   | 1                                                   | 2                                                   | 2                                                   | 2                                                   | 2                                                   | 3                                                   | 8                                                   | 10                                                  | 12                                                  | 16                                                  | 20                                                  | 23                                                  | 32                                                  | 38                                                  | 43                                                  | 49                                                  |